# ناحیه شیوفوک
ناحیهٔ شیوفوک (به مجاری:  Siófoki járás) یک ناحیه در مجارستان است که در شومودی واقع شده‌است. ناحیهٔ شیوفوک ۶۵۷٫۰۵ کیلومتر مربع مساحت و ۵۱٬۰۹۹ نفر جمعیت دارد.